# Aspidosperma inundatum
Aspidosperma inundatum är en oleanderväxtart som beskrevs av Adolpho Ducke. Aspidosperma inundatum ingår i släktet Aspidosperma och familjen oleanderväxter. Inga underarter finns listade i Catalogue of Life.